# Esteban Granero
Esteban Granero, teljes nevén Esteban Félix Granero Molina (Madrid, 1987. július 2. –) spanyol profi labdarúgó. Jelenleg a Marbella középpályása. Granero – becenevén El pirata (a kalóz).

## Pályafutása klubszinten
A kis Granero nyolcévesen kezdett el futballozni a Real Madrid CF ifjúsági csapatában, ahol azonnal felfigyeltek tehetségére. Volt olyan szezon, amikor az U10-es csapatban 83 gólt szerzett, 1999-ben pedig az U12-es csapattal ifjúsági tornát nyert Barcelonában, ahol megválasztották a torna legjobb játékosának.
Granero 2006-ban Juan Manuel Matával és Alberto Buenoval  megnyerte a  Copa de Campeones Juvenil de Fútbol, nevű U19-es tornát, ahol felfigyeltek remek passzolási és lövési tehetségére. A következő szezont már a  Real Madrid Castilla csapatában kezdte meg, ahol bemutatkozó mérkőzésén gólpasszt adott az Albacete Balompié ellen.
A 2006/2007-es szezonban feljutott a Real Madrid Castillával a spanyol másodosztályba, ám az átigazolási időszak utolsó napján, augusztus 31-én lecsapott rá a Getafe CF, és kölcsönbe került a madridi alakulathoz.
A fiatal játékos részese volt a Getafe UEFA-Kupa menetelésének, és olyan meggyőző teljesítményt nyújtott, hogy a Getafe CF élt az opciós jogával, és megszerezte végleg Estebant.
2009. július 21-én a Real Madrid visszavásárolta a középpályást a Getafénél mutatott remek teljesítménye miatt. Vételára 4 millió euró volt.
2012. augusztus 30-án Granero játékjoga 9 millió angol font ellenében az angol Premier league-ben szereplő Queens Park Rangers-höz került. Itt a 14-es mezszámot kapta. A bemutatkozására nem is kellett sokat várni, ugyanis mindössze 2 nappal később már pályára lépett a Manchester City ellen.
2020. január 30-án aláírt a harmadosztályú Marbella csapatához 2021-ig, miután az RCD Espanyol csapatával közös megegyezéssel felbontotta a szerződését.

## Válogatott karrierje
Granero végigjárta a „szamárlétrát”, megfordult a spanyol U17, U19, U20 és U21-es csapatban is.
Az U19-esekkel 2006-ban Európa-bajnokságot nyert, az U21-esekkel pedig 2009-ben a csoportkörig jutott.

## Sikerei, díjai

### Real Madrid
- Spanyol bajnok: 2011–12
- Spanyol kupa: 2010–11
- Spanyol kupa: 2012

### Válogatott
- U19-es Európa-bajnok: 2006

## Statisztikái
| Klub               | Szezon        | Bajnokság | Bajnokság | Bajnokság | Kupa  | Kupa | Kupa  | Európa | Európa | Európa | Összesen | Összesen | Összesen |
| Klub               | Szezon        | Mérk.     | Gól       | Gólp.     | Mérk. | Gól  | Gólp. | Mérk.  | Gól    | Gólp.  | Mérk.    | Gól      | Gólp.    |
| ------------------ | ------------- | --------- | --------- | --------- | ----- | ---- | ----- | ------ | ------ | ------ | -------- | -------- | -------- |
| Getafe             | 2007–08       | 27        | 4         | 2         | 6     | 2    | 1     | 9      | 3      | 1      | 42       | 9        | 4        |
| Getafe             | 2008–09       | 35        | 5         | 4         | 2     | 0    | 0     | 2      | 0      | 0      | 39       | 5        | 4        |
| Real Madrid        | 2009–10       | 31        | 3         | 5         | 1     | 0    | 0     | 4      | 0      | 0      | 36       | 3        | 5        |
| Real Madrid        | 2010–11       | 19        | 1         | 2         | 9     | 1    | 0     | 4      | 0      | 0      | 32       | 2        | 2        |
| Real Madrid        | 2011–12       | 2         | 0         | 0         | 0     | 0    | 0     | 1      | 0      | 0      | 3        | 0        | 0        |
| Karrierje összesen | Spanyolország | 114       | 13        | 13        | 18    | 3    | 1     | 20     | 3      | 1      | 152      | 19       | 15       |

2011. november 22. szerint